# Дом-гора (проспект Науки, 44)
«Дом-гора» («Змей Горыныч») — здание в стиле советского модернизма. Расположено в Калининском районе Санкт-Петербурга, современный адрес дома — проспект Науки, 44.
Дом построен в 1988 году С. В. Гайковичем и Л. В. Ченцовой, это пример шумозащитной архитектуры. Вдоль проспекта здание четырёхэтажное, в сторону двора отходят три объёма, постепенно нарастающие до 14 этажей. В объёме у проспекта квартиры трёхкомнатные, окна двух комнат сделаны во двор, на проспект выходят кухня и гостиная.
По воспоминаниям Гайковича, ряд элементов в процессе строительства пришлось переделывать из-за качества исполнения (например, перекладывать бетонную перемычку уже после укладки четырёх рядов кирпичей). Архитекторам удалось ускорить строительство, которое пытались отложить, аргументом о том, что строительная площадка видна из поезда Москва — Хельсинки (на практике проходившего неподалёку глубокой ночью), а значит, постройку нужно быстрее доделать, чтобы не портить вид.
В здании была заранее спроектирована библиотека.
Сергей Шмаков критиковал монотонность здания, особенно проявляющуюся внутри, хотя архитекторы делали попытку разнообразить здание облицовкой разноцветным кирпичом.